# Калимера (Лече)
Калимера (итал. Calimera) је насеље у Италији у округу Лече, региону Апулија.
Према процени из 2011. у насељу је живело 7207 становника. Насеље се налази на надморској висини од 56 м.

## Становништво
| 1931. | 1936. | 1951. | 1961. | 1971. | 1981. | 1991. | 2001. | 2011. |
| ----- | ----- | ----- | ----- | ----- | ----- | ----- | ----- | ----- |
| 5.286 | 5.538 | 5.805 | 6.030 | 6.032 | 7.042 | 7.328 | 7.302 | 7.264 |